# Crime et Châtiment (film, 1910)
Pour les articles homonymes, voir Crime et Châtiment (homonymie).
Crime et Châtiment (Prestuplennje i Nakazannje) est un film muet russe de Vassili Gontcharov, sorti en 1910.

## Distribution
- Vladimir Krivtsov
- Aleksandra Goncharova
- Andreï Gromov

## Équipe technique
- Mise en scène et scénario : Vassili Gontcharov, d'après Crime et Châtiment de Fiodor Dostoïevski
- Directeur de la photographie : Alfons Vinkler et Nikolaj Kozlovskij
- Production : Gaumont